# 古塔-卡秋然西卡
50°50′4″N 30°6′55″E / 50.83444°N 30.11528°E
胡塔-卡秋然斯卡（烏克蘭語：Гута-Катюжанська）是位於烏克蘭北部的村莊，由基辅州维什霍罗德区的季梅爾市鎮負責管轄。該村面積0.9平方公里，海拔高度129米，2001年人口128，人口密度每平方公里142.2人。